# Third Swan
Third Swan è un singolo dei musicisti britannici King Creosote e Jon Hopkins, pubblicato il 30 marzo 2012 come secondo estratto dalla riedizione dell'album in studio Diamond Mine.

## Tracce
Testi di Kenny Anderson, musiche di Kenny Anderson e Jon Hopkins.
Download digitale – 1ª versione
1. Third Swan (Single Version) – 3:28

7" (Regno Unito), download digitale – 2ª versione
1. Third Swan – 3:28
2. Starboard Home – 5:52

## Formazione
Musicisti
- King Creosote – voce, fisarmonica
- Jon Hopkins – pianoforte, organo, elettronica, arrangiamento
- Leo Abrahams – chitarra elettrica, basso
- Kate Tunstall – voce aggiuntiva
- Sarah Jones – batteria

Produzione
- Jon Hopkins – produzione, missaggio, registrazione
- Cherif Hashizume – registrazione
- Guy Davie – mastering

## Date di pubblicazione
| Paese       | Data di pubblicazione | Formato                         |
| ----------- | --------------------- | ------------------------------- |
| Mondo       | 30 marzo 2012         | Download digitale (1ª versione) |
| Regno Unito | 21 aprile 2012        | 7"                              |
| Mondo       | 23 aprile 2012        | Download digitale (2ª versione) |